# Aldeacipreste (kommunhuvudort)
Aldeacipreste är en kommunhuvudort i Spanien.   Den ligger i provinsen Provincia de Salamanca och regionen Kastilien och Leon, i den centrala delen av landet, 190 km väster om huvudstaden Madrid. Aldeacipreste ligger 876 meter över havet och antalet invånare är 189.
Terrängen runt Aldeacipreste är kuperad åt sydväst, men åt nordost är den platt.Runt Aldeacipreste är det ganska glesbefolkat, med 30 invånare per kvadratkilometer. Närmaste större samhälle är Béjar, 11,4 km öster om Aldeacipreste. Omgivningarna runt Aldeacipreste är huvudsakligen savann.